# マルチン・ティブラ
マルチン・ティブラ（Marcin Tybura、1985年11月9日 - ）はポーランドの男性総合格闘家。ウッチ県ウニエユフ出身。シンジケートMMA所属。元M-1 Globalヘビー級王者。UFC世界ヘビー級ランキング7位。

## 来歴
友人の勧めで格闘技に興味を持ち、21歳の頃から格闘技のトレーニングを始める。2011年にプロ総合格闘技デビューを果たし、M-1 Globalヘビー級王座を獲得した。

### UFC
2016年5月14日、UFC初参戦となったUFC Fight Night: Rothwell vs. dos Santosでティモシー・ジョンソンと対戦し、0-3の判定負け。
2016年8月6日、UFC Fight Night: Rodriguez vs. Caceresでビクトル・ペシュタと対戦し、左ハイキックで2RKO勝ち。パフォーマンス・オブ・ザ・ナイトを受賞した。
2017年6月17日、UFC Fight Night: Holm vs. Correiaでヘビー級ランキング8位のアンドレイ・アルロフスキーと対戦し、3-0の判定勝ち。
2017年11月19日、UFC Fight Night: Werdum vs. Tyburaでヘビー級ランキング2位のファブリシオ・ヴェウドゥムと対戦し、0-3の5R判定負け。
2018年2月18日、UFC Fight Night: Cowboy vs. Medeirosでヘビー級ランキング7位のデリック・ルイスと対戦し、右フックでダウンを奪われパウンドで3RTKO負け。
2018年7月22日、UFC Fight Night: Shogun vs. Smithでヘビー級ランキング13位のステファン・ストルーフェと対戦し、3-0の判定勝ち。
2019年4月20日、UFC Fight Night: Overeem vs. Oleinikでヘビー級ランキング13位のシャミル・アブドゥラヒモフと対戦し、スタンドパンチ連打で2RTKO負け。
2019年9月14日、UFC Fight Night: Cowboy vs. Gaethjeでヘビー級ランキング15位のアウグスト・サカイと対戦し、クリンチでの右フック連打で1RKO負け。
2020年12月19日、UFC Fight Night: Thompson vs. Nealでグレッグ・ハーディと対戦し、パウンドで2RTKO勝ち。パフォーマンス・オブ・ザ・ナイトを受賞した。
2021年6月5日、UFC Fight Night: Rozenstruik vs. Sakaiでヘビー級ランキング8位のウォルト・ハリスと対戦し、パウンドで1RTKO勝ち。2試合連続のパフォーマンス・オブ・ザ・ナイトを受賞した。
2021年10月30日、UFC 267でヘビー級ランキング5位のアレキサンダー・ヴォルコフと対戦し、0-3の判定負け。
2022年8月20日、UFC 278でバンタム級ランキング13位のアレクサンドル・ロマノフと対戦し、2-0の判定勝ち。
2023年2月4日、UFC Fight Night: Lewis vs. Spivakでヘビー級ランキング15位のブラゴイ・イワノフと対戦し、3-0の判定勝ち。
2023年7月22日、UFC Fight Night: Aspinall vs. Tyburaでヘビー級ランキング5位のトム・アスピナルと対戦し、右肘打ちから右ストレートでダウンを奪われパウンドで1RTKO負け。
2024年3月16日、UFC Fight Night: Tuivasa vs. Tyburaでヘビー級ランキング9位のタイ・トゥイバサと対戦し、リアネイキドチョークで1R一本勝ち。パフォーマンス・オブ・ザ・ナイトを受賞した。
2024年8月10日、UFC on ESPN: Tybura vs. Spivac 2でヘビー級ランキング9位のセルゲイ・スピバックと4年ぶりに再戦し、腕ひしぎ十字固めで1R一本負け。リベンジを許した。

## 戦績

### プロ総合格闘技
| 総合格闘技 戦績 | 総合格闘技 戦績 | 総合格闘技 戦績 | 総合格闘技 戦績 | 総合格闘技 戦績 | 総合格闘技 戦績 | 総合格闘技 戦績 |
| --------------- | --------------- | --------------- | --------------- | --------------- | --------------- | --------------- |
| 36 試合         | (T)KO           | 一本            | 判定            | その他          | 引き分け        | 無効試合        |
| 27 勝           | 10              | 7               | 10              | 0               | 0               | 0               |
| 9 敗            | 5               | 1               | 3               | 0               | 0               | 0               |

| 勝敗 | 対戦相手                         | 試合結果                             | 大会名                                                                         | 開催年月日     |
|      | アンテ・デリア                   |                                      | UFC Fight Night: Imavov vs. Borralho                                           | 2025年9月6日   |
| ○    | ミック・パーキン                 | 5分3R終了 判定3-0                    | UFC Fight Night: Edwards vs. Brady                                             | 2025年3月22日  |
| ○    | ジョナタ・ジニス                 | 2R 5:00 TKO（ドクターストップ）      | UFC 309: Jones vs. Miocic                                                      | 2024年11月16日 |
| ×    | セルゲイ・スピバック             | 1R 1:44 腕ひしぎ十字固め             | UFC on ESPN 61: Tybura vs. Spivac 2                                            | 2024年8月10日  |
| ○    | タイ・トゥイバサ                 | 1R 4:08 リアネイキドチョーク         | UFC Fight Night: Tuivasa vs. Tybura                                            | 2024年3月16日  |
| ×    | トム・アスピナル                 | 1R 1:13 TKO（右ストレート→パウンド） | UFC Fight Night: Aspinall vs. Tybura                                           | 2023年7月22日  |
| ○    | ブラゴイ・イワノフ               | 5分3R終了 判定3-0                    | UFC Fight Night: Lewis vs. Spivak                                              | 2023年2月4日   |
| ○    | アレクサンドル・ロマノフ         | 5分3R終了 判定2-0                    | UFC 278: Usman vs. Edwards 2                                                   | 2022年8月20日  |
| ×    | アレキサンダー・ヴォルコフ       | 5分3R終了 判定0-3                    | UFC 267: Błachowicz vs. Teixeira                                               | 2021年10月30日 |
| ○    | ウォルト・ハリス                 | 1R 4:06 TKO（パウンド）              | UFC Fight Night: Rozenstruik vs. Sakai                                         | 2021年6月5日   |
| ○    | グレッグ・ハーディ               | 2R 4:31 TKO（パウンド）              | UFC Fight Night: Thompson vs. Neal                                             | 2020年12月19日 |
| ○    | ベン・ロズウェル                 | 5分3R終了 判定3-0                    | UFC Fight Night: Moraes vs. Sandhagen                                          | 2020年10月11日 |
| ○    | マキシム・グリシン               | 5分3R終了 判定3-0                    | UFC 251: Usman vs. Masvidal                                                    | 2020年7月11日  |
| ○    | セルゲイ・スピバック             | 5分3R終了 判定3-0                    | UFC Fight Night: Benavidez vs. Figueiredo                                      | 2020年2月29日  |
| ×    | アウグスト・サカイ               | 1R 0:59 KO（右フック→パウンド）      | UFC Fight Night: Cowboy vs. Gaethje                                            | 2019年9月14日  |
| ×    | シャミル・アブドゥラヒモフ       | 2R 3:15 TKO（スタンドパンチ連打）    | UFC Fight Night: Overeem vs. Oleinik                                           | 2019年4月20日  |
| ○    | ステファン・ストルーフェ         | 5分3R終了 判定3-0                    | UFC Fight Night: Shogun vs. Smith                                              | 2018年7月22日  |
| ×    | デリック・ルイス                 | 3R 2:48 TKO（右フック→パウンド）     | UFC Fight Night: Cowboy vs. Medeiros                                           | 2018年2月18日  |
| ×    | ファブリシオ・ヴェウドゥム       | 5分5R終了 判定0-3                    | UFC Fight Night: Werdum vs. Tybura                                             | 2017年11月19日 |
| ○    | アンドレイ・アルロフスキー       | 5分3R終了 判定3-0                    | UFC Fight Night: Holm vs. Correia                                              | 2017年6月17日  |
| ○    | ルイス・エンリケ                 | 3R 3:46 TKO（パウンド）              | UFC 209: Woodley vs. Thompson 2                                                | 2017年3月4日   |
| ○    | ヴィクトル・ペシュタ             | 2R 0:53 KO（左ハイキック）           | UFC Fight Night: Rodriguez vs. Caceres                                         | 2016年8月6日   |
| ×    | ティモシー・ジョンソン           | 5分3R終了 判定0-3                    | UFC Fight Night: Rothwell vs. dos Santos                                       | 2016年4月10日  |
| ○    | アンテ・デリア                   | 1R 2:21 TKO（脚の負傷）              | M-1 Challenge 61: Battle of Narts 【M-1ヘビー級タイトルマッチ】                | 2015年9月20日  |
| ×    | ステファン・プッツ               | 3R 3:48 TKO（ドクターストップ）      | M-1 Challenge 57: Battle in the Heart of the Continent                         | 2015年5月2日   |
| ○    | デニス・スモルバエフ             | 1R 3:35 リアネイキッドチョーク       | M-1 Challenge 53: Battle in the Celestial Empire 【M-1ヘビー級タイトルマッチ】 | 2014年11月25日 |
| ○    | ダミアン・グラボウスキー         | 1R 1:28 ノースサウスチョーク         | M-1 Challenge 50: Battle of Neva 【M-1ヘビー級タイトルマッチ】                 | 2014年8月15日  |
| ○    | マロ・ペラク                     | 3R 3:26 TKO（パンチ連打）            | M-1 Challenge 47                                                               | 2014年4月4日   |
| ○    | コンスタンチン・グルホフ         | 1R 4:30 リアネイキドチョーク         | M-1 Challenge 42 【ヘビー級トーナメント決勝戦】                                | 2013年10月20日 |
| ○    | チャバン・カ                     | 1R 2:05 TKO（パンチ連打）            | M-1 Challenge 41 【ヘビー級トーナメント決勝戦】                                | 2013年8月21日  |
| ○    | デニス・コンキン                 | 1R終了時 TKO（膝の負傷）             | M-1 Challenge 37                                                               | 2013年2月27日  |
| ○    | クリスティアン・コピートフスキー | 3R 1:53 TKO（負傷）                  | GA: Gladiator Arena 4                                                          | 2012年12月8日  |
| ○    | シモン・バヨル                   | 3分3R終了 判定2-1                    | Prime FC 1: Bajor vs. Tybura                                                   | 2012年6月1日   |
| ○    | アンジェイ・コセッキ             | 1R 3:17 リアネイキドチョーク         | OEF: Carphatian Primus Belt Round 2                                            | 2012年2月24日  |
| ○    | スタニスラフ・スルサコビッチ     | 1R 3:20 三角絞め                     | OEF: Carphatian Primus Belt Round 1                                            | 2011年11月13日 |
| ○    | アダム・ウィチョレク             | 5分2R終了 判定3-0                    | Polish MMA Championships Finals                                                | 2011年11月05日 |
| ○    | ロベルト・マルコク               | 1R 3:48 リアネイキドチョーク         | Polish MMA Championships Finals                                                | 2011年11月05日 |

## 獲得タイトル
- 第4代M-1 Globalヘビー級王座（2014年）

## 表彰
- UFC パフォーマンス・オブ・ザ・ナイト（4回）